# Sankt Peter am Wimberg
Sankt Peter am Wimberg település Ausztriában, Felső-Ausztria tartományban, a Rohrbachi járásban, területe 23 km².

## Fekvése
Tengerszint feletti magassága 668 méter. Sankt Peter am Wimberg Sankt Stefan-Afiesl, Helfenberg, Sankt Johann am Wimberg, Sankt Ulrich im Mühlkreis, Neufelden, Auberg és Haslach an der Mühl településekkel határos.

## Népesség
Lakosainak száma 1770 fő (2018. január 1.).